# Dries Helsloot
Andries "Dries" Helsloot (Amsterdam, 4 de gener de 1937) fou un ciclista neerlandès. Va guanyar una medalla de bronze al Campionat del món de mig fons de 1967, per darrere del seu compatriota Piet de Wit i el soviètic Mikhaïl Markov.

## Palmarès
- 1966
  -  Campió dels Països Baixos de mig fons amateur